# Santa Eulalia de Oscos
Santa Eulalia de Oscos (en eonaviego: Santalla d'Ozcos) es un concejo asturiano (España), la única parroquia de dicho concejo y una villa de dicha parroquia. La villa homónima es la capital del concejo.
Es uno de los municipios en los que se habla eonaviego (o gallego-asturiano).

## Geografía
Su suelo es mayoritariamente cambriano y silúrico, con materiales de la era paleozoica, entre los que sobresale la pizarra, deformados por la orogenia herciana que dan forma al relieve actual, con una orientación norte-sur de sus montañas entre las que sus ríos originan unos estrechos y ajustados valles. La topografía del concejo se puede decir que es abundante y de una altitud media, predominando los picos situados entre los 400 y los 800 m, exactamente un 86,7 % del terreno total. Por la zona occidental tenemos el cordal de Sendiña y parte de la sierra de Barbeitos que linda con la vecina Galicia. En el norte encontramos la sierra del Ouroso, que contiene la altura máxima del concejo, el Pico Outeiro Grande en Pousadoiro con 948 m.
El principal río del concejo es el Agüeira que atraviesa el suelo de Santa Eulalia en dirección noroeste-suroeste. Dos ríos que fluyen sus aguas en el Agüeira son el Barcia, que sirve de límite, en su nacimiento, de los concejos de Villanueva y Santa Eulalia; Y por otra parte el río Murias, dentro del cual podemos contemplar la catarata de Seimeira de Murias, un espectacular paraje.
El clima es el mismo, como norma general, que impera en toda la provincia, pero su relieve junto con su relativa distancia del mar hacen que esté presente ciertas características del continental, con menores precipitaciones y veranos mucho más secos y calurosos.
En cuanto a su vegetación, hay que comentar que el terreno forestal ocupa un 73 % de la superficie total. El matorral es la especie dominante, debido sobre todo a la feroz deforestación sufrida a causa de los incendios y la tala de árboles, que han hecho desaparecer paulatinamente o reducir especies tales como los robles, castaños, abedules.
El municipio está situado en la zona occidental de la provincia y se encuentra enmarcado dentro de la comarca de Los Oscos, comarca ésta designada Reserva de la biosfera por la Unesco  junto a otros cuatro municipios asturianos y siete gallegos formando la Reserva de la Biosfera Río Eo, Oscos y Tierras de Burón. Limita al norte con Villanueva de Oscos, al sur y al oeste con la provincia gallega de Lugo, y al este linda con Villanueva de Oscos, San Martín de Oscos y Grandas de Salime. Presenta una pequeña extensión de 47,12 kilómetros cuadrados. La principal vía de acceso al municipio lo constituye la carretera AS-27, que llega desde el Alto de La Garganta.

## Historia
La historia de Santa Eulalia presenta, en sus comienzos, las mismas características que las de los otros dos concejos del territorio de los Oscos, San Martín y Villanueva, hasta 1154, y en común con el de San Martín, hasta 1584, en el que ambos concejos logran la independencia de la Iglesia ovetense.
Los primeros restos primitivos encontrados pertenecen a la etapa neolítica, destacándose los hallazgos encontrados en varias zonas como Brañavella, El Chao La Granda en Murias y que se corresponden con campos tumulares o mamoas. También aparecen en el concejo diversos asentamientos de naturaleza castreña en Lineras, en el cortín de Mouros en Brañavella y en Ferreira. Estos castros nos muestran un marcado carácter defensivo.
La presencia de diversos materiales como el hierro y el oro atrajeron a estos lares al pueblo romano, tan dado a estas aventuras, y que nos han dejado en el suelo del concejo útiles de los antiguos trabajos romanos de extracción y fundición: herramientas mineras y monedas en las proximidades del río Agüeira. La zona de Santa Eulalia quedó encuadrada durante esta etapa histórica en lo que denominaban conventus lucensis.
En la época medieval el concejo de Santa Eulalia conjuntamente con San Martín perteneció, al concejo episcopal de Castropol, por causa de una cesión realizada por el monarca Alfonso VII en 1154 a la iglesia de Oviedo. Los alcaldes episcopales de ambos concejos se presentaban a las juntas castropolenses en el campo de Tablado.
En 1583, el entonces apoderado del monarca Felipe II, Don Juan de Grijalva, se traslada hasta Castropol y comenta a los alcaldes obispales la situación que va a suceder y que consistiría en la venta de los territorios dependientes de la obispalía para obtener ingresos que palien los gastos originados por las sucesivas contiendas en las que participaba el reino de España. Es en 1584 cuando se negocia la compra de los terrenos por parte de la gente del pueblo, ejerciendo de representantes de Santa Eulalia, Bartolomé de Bayona Serna y Pedro López. Por fin el concejo pasa a ser independiente administrativamente consiguiendo jurisdicción propia y libre organización concejil. Felipe V intenta sin éxito exigir el pago a las gentes de Santa Eulalia, revisando la orden de venta, que se negaron, ya que se amparaban en el acuerdo realizado con el monarca Felipe II.
Ya en el siglo XIX, la guerra de la Independencia tuvo su repercusión en la zona, al proporcionar el concejo varios de sus jóvenes a las tropas de Castropol para luchar contra la invasión francesa.
Del siglo XX hay que mencionar que Santa Eulalia cosecha su cota histórica de población en la década de 50 con 1903 habitantes, cifra que iría cayendo últimamente, por causa sobre todo de la migración.

### SigloXXI
En 2007, el concejo de Santa Eulalia junto a San Martín y Villanueva de Oscos, Castropol, Vegadeo, San Tirso de Abres, y Taramundi por parte asturiana y Ribadeo, A Pontenova, Trabada, Ribeira de Piquín, Baleira, A Fonsagrada y Negueira de Muñíz por parte gallega, fue designado por la Unesco Reserva de la biosfera.
En 2016 a la Comarca de Los Oscos se le concede por parte de la Fundación Princesa de Asturias el Premio al Pueblo Ejemplar de Asturias.

## Demografía
Santa Eulalia de Oscos cuenta con una población de 425 habitantes (INE 2024).
| Gráfica de evolución demográfica de Santa Eulalia de Oscos entre 1842 y 2021                                        |
| |
| Población de derecho según los censos de población del INE Población de hecho según los censos de población del INE |

La evolución de la población en el concejo mantuvo hasta mitad del siglo XX una tendencia positiva, consiguiendo llegar en la década de los 50 a su cota más alta, con un total de 1903 habitantes. Es a partir de esta fecha cuando se produce un cambio a la inversa, iniciándose una pérdida poblacional que sería más acusada en el paso de la década de los 70 a los 80. Esta pérdida viene dada en gran medida, por los movimientos migratorios hacia los países europeos y las zonas industriales del Principado.
Según el padrón municipal de habitantes de 2022 (INE) la población del concejo es de 434 habitantes pertenecientes todas a la misma parroquia siendo la capital el núcleo más habitado con 142 personas.

### Distribución de los habitantes
| - Los Amieiros (Os Amieiros) (casería): 1 habitante - Barcia (aldea): 12 habitantes - As Barreiras (aldea): 4 habitantes - Brañavella (aldea): 3 habitantes - Busqueimado (aldea): 6 habitantes - Caraduje (Caraduxe) (casería): 8 habitantes - Ferreira (aldea): 7 habitantes - Ferreirela (aldea): 3 habitantes - Ferrería (A Ferraría) (casería): 5 habitantes - Lineras (Liñeiras) (aldea): 11 habitantes - El Mazonovo (aldea): 10 habitantes - Millarado (aldea): 26 habitantes - Murias (aldea): 9 habitantes - Nonide (aldea): 18 habitantes - Parada (aldea): 2 habitantes - Peizáis (aldea): 1 habitante - A Perulleira (aldea): 2 habitantes - Pousadoiro (aldea): 20 habitantes - El Puente (A Ponte) (casería): 5 habitantes | - Pumares (aldea): 9 habitantes - Quintá (aldea): 5 habitantes - Quintela (aldea): 24 habitantes - San Julián (San Xulián) (aldea): 1 habitante - Sanguñedo (casería): 1 habitante - Santa Eulalia de Oscos (Santalla) (villa): 142 habitantes - Sarceda (aldea): 9 habitantes - Souto (aldea): 5 habitantes - Soutón (aldea): deshabitado - El Sualleiro (aldea): 5 habitantes - As Talladas (casería): deshabitado - Teijeira (Teixeira) (aldea): 31 habitantes - A Trapa (aldea): 5 habitantes - Tresvaedo (lugar): deshabitado - A Vaga das Cancelas (lugar): 1 habitante - A Valía (casería): deshabitado - Vega del Carro (A Veiga del Carro) (aldea): 14 habitantes - Ventoso (aldea): 16 habitantes - Vilamartín (aldea): 13 habitantes |

## Economía
El sector servicios impulsa la vida en el concejo generando el 63,98 % de los empleos locales. Esto es debido en gran parte a la implantación del turismo rural en la zona habiendo en el concejo un gran número de alojamientos de turismo rural y restaurantes.
El sector agrario genera el 29,24 % de los empleos, habiendo un gran número de explotaciones ganaderas. En 2017 había 58 explotaciones bovinas con más de 3000 cabezas de vacuno.
La industria genera el 3,81 % de los empleos y la construcción el 2,97 %.
Fuente: Sociedad Asturiana de Estudios Económicos e Industriales

## Administración y política
El actual alcalde de Santa Eulalia de Oscos es Francisco López Enríquez del PSOE, que gobierna con mayoría absoluta.
| Periodo   | Nombre                      | Partido | Partido                                     |
| --------- | --------------------------- | ------- | ------------------------------------------- |
| 1979-1982 | José Antonio Castaño Lombán |         | Unión de Centro Democrático (UCD)           |
| 1982-1983 | Laura Martínez Arango       |         | Unión de Centro Democrático (UCD)           |
| 1983-1987 | Antonio Pérez Álvarez       |         | Centro Democrático y Social (CDS)           |
| 1987-1990 | José Luis Navazo Gancedo    |         | Independiente                               |
| 1990-1999 | Francisco Castaño Pérez     |         | Independiente                               |
| 1999-2007 | Marcos Niño Gayoso          |         | Federación Socialista Asturiana (FSA-PSOE)  |
| 2007-2015 | Antonio Riveras Díaz        |         | Izquierda Unida (IU)                        |
| 2015-2019 | Marcos Niño Gayoso          |         | Agrupación Independiente por Santalla (AIS) |
| 2019-2023 | Víctor Lorido Rancaño       |         | Federación Socialista Asturiana (FSA-PSOE)  |
| 2023-2023 | Marcos Niño Gayoso          |         | Federación Socialista Asturiana (FSA-PSOE)  |
| 2023-act. | Francisco López Enríquez    |         | Federación Socialista Asturiana (FSA-PSOE)  |

| Partido político    | Partido político                                                    | 1979   | 1983   | 1987   | 1991   | 1995   | 1999   | 2003   | 2007   | 2011   | 2015   | 2019   | 2023   |
| Partido político    | Partido político                                                    | Ediles | Ediles | Ediles | Ediles | Ediles | Ediles | Ediles | Ediles | Ediles | Ediles | Ediles | Ediles |
|                     | Federación Socialista Asturiana (FSA-PSOE)                          | 2      | 1      | 1      | 2      | 2      | 4      | 5      | 2      | 3      | 3      | 7      | 6      |
|                     | Alianza Popular (AP)-Partido Popular (PP)                           | —      | 3      | 0      | 0      | 0      | 0      | 2      | 2      | 0      | 0      | 0      | 1      |
|                     | Partido Comunista de España (PCE)-Izquierda Unida (IU)              | —      | —      | —      | —      | —      | —      | 0      | 3      | 4      | —      | —      | —      |
|                     | Unión de Centro Democrático (UCD)-Centro Democrático y Social (CDS) | 7      | 3      | 2      | 1      | —      | —      | —      | —      | —      | —      | —      | —      |
|                     | Independientes de Santalla (IDS)                                    | —      | —      | 4      | 4      | 5      | 3      | —      | —      | —      | —      | —      | —      |
|                     | Agrupación Independiente por Santalla (AIS)                         | —      | —      | —      | —      | —      | —      | —      | —      | —      | 4      | —      | —      |
| Total de concejales | Total de concejales                                                 | 9      | 7      | 7      | 7      | 7      | 7      | 7      | 7      | 7      | 7      | 7      | 7      |

## Patrimonio
Al igual que los concejos vecinos pertenecientes a la comarca de los Oscos, Santa Eulalia presenta una vivienda típica que se integra claramente en la tipología del concejo. Esta vivienda utiliza los materiales propios del suelo concejil, empleando la pizarra para los muros externos y los tejados de las casas, y la madera para las vigas, las ventanas, las puertas. Aquí también es usual contemplar edificaciones complementarias para uso mayoritariamente agropecuario, tales como hórreos, cabazos, cabanón y cuadras.

### Museos y espacios culturales
- Museo Casa Natal del Marqués de Sargadelos

Se encuentra en Ferreirela de Baxo. La construcción data del siglo XVIII.
- Conjunto Etnográfico de Mazonovo

Este conjunto se halla restaurado y rehabilitado en su integridad para la comprensión de la industria del hierro. Incluye mazo y fragua y es uno de los principales recursos turísticos del concejo. Se encuentra a unos 5 kilómetros de la capital del concejo.

### Arquitectura religiosa
Dentro de la arquitectura religiosa destacaremos en primer lugar la 'Iglesia de Santa Eulalia' en Santa Eulalia, que presenta como elementos más característicos una torre y espadaña, conservando en su interior un retablo de naturaleza barroca. Otra iglesia importante es la de Nuestra Señora de los Remedios en Nonide, así como diversas capillas rurales esparcidas por todo el concejo como la de Quintá o la de San Simón en Brañavella.

### Arquitectura civil
- Casa de Aquel Cabo (o de Enita), construcción de carácter agropecuario de 1762, en Barcia, con vivienda, capilla, cabazo y demás instalaciones complementarias. Es Bien de Interés Cultural (España)
- Casona de La Pruida (de la familia Graña), en Santa Eulalia, edificio blasonado de los siglos XVII y XVIII; hay que destacar en su interior una capilla. El solar de los Bravo y Bermúdez se encuentra en el barrio de La Rúa en Santa Eulalia; es un importante conjunto arquitectónico formado por varios volúmenes, construido a lo largo de los siglos XVII y XVIII. La edificación cerrada por un elevado muro de piedra, se estructura alrededor de dos patios. Tras franquear el portón principal de acceso, en el primer patio, a su derecha se encuentra la torre blasonada a la que se une la crujía que alberga la entrada adintelada de la casa; desde ésta, una nueva galería la une a la capilla, cerrando el patio. Esta galería se asienta sobre una columna de estilo toscano. Un nuevo patio en el lado oeste de la torre acoge diversas edificaciones auxiliares que eran habitualmente utilizadas por la servidumbre. El edificio, en conjunto, juega con distintas formas geométricas, en parte debido a su asentamiento en un terreno irregular y empinado y a las diferentes alturas que presenta cada dependencia. El material empleado es la mampostería revocada, destacando los sillares que enmarcan los diferentes vanos y el escudo. La cubierta de pizarra para las vertientes está rematada por teja árabe en las aristas. El edificio principal tiene mayor volumen y altura que las demás construcciones y en él se encuentra el blasón de fines del siglo XVIII. La capilla está consagrada a San Andrés, poseyendo una campana datada en 1661 y una espadaña neogótica de fines del siglo XIX.
- Torre de Lombardía en A Valía

## Cultura
En el concejo de Santa Eulalia de Oscos tienen lugar durante todo el año diversas fiestas, celebraciones y eventos.

### Fiestas
- Entroiro. Es el nombre con el que se denomina a la fiesta de Carnaval. Se celebra en Santa Eulalia coincidiendo en fechas con el resto de la geografía española.
- Polavila. Desde 2018 la Comisión de Fiestas de Santalla organiza la Polavila, fiesta de música tradicional y cantos de taberna. En 2022 llegó a la tercera edición.[7]
- Corpus Christi. Una tradición en Santa Eulalia es la realización de las alfombras florales para el día del Corpus. Estas alfombras ocupan parte de las calles de la villa y son realizadas por los vecinos.
- San Juan. Se celebra gracias a la colaboración de los vecinos que aportan bebida y comida y se reúnen alrededor de la hoguera (fogueira).
- San Roque. Son las fiestas patronales y es la celebración más importante. Duran tres días, y se celebran el último fin de semana de agosto.
- Magosto. A finales de octubre tiene lugar la fiesta de la castaña (magosto) con el tradicional asado de castañas y degustación de sidra dulce.
- Santa Eulalia. Es el día 10 de diciembre y se celebra con una feria de ganado.[8]

Otras fiestas que celebran en el concejo son La Asunción en Barcia, Los Remedios en Nonide y San Antonio en Quintela.

### Eventos
- Feria de Artesanía y Productos Agroalimentarios. En 2022 llegó a su edición número veintiuno. Cuenta con puestos de exposición y venta, y música tradicional.
- Encuentro de Ferreiros. Desde hace unos años y con carácter bienal se celebra en Santalla el Encuentro de Herreros (Ferreiros) organizado por el Consejo del Hierro llegando en mayo de 2019 a su décima edición.[9]
- Jornadas Antonio Raymundo Ibáñez, Marqués de Sargadelos. Llegaron en 2018 a su decimoctava edición y cuenta con diversos actos como ponencias y debates.[10]